# 花城公園
花城公園（葡萄牙語：Jardim da Cidade das Flores）位於澳門氹仔，是澳門離島唯一採用中國園林式庭園建築的公園。公園所在位置為新興住宅區，為區內居民提供一個休閒放鬆的地點。

## 沿革
花城公園於1998年3月落成，由於毗鄰以花城為名的衛星花園住宅，故公園以之命名。當年發展商興建花城往宅大廈時，曾承諾撥出一部分土地興建公園回饋社會，花城公園因此而來。公園內花團錦簇，每年夏天荷花盛開，清香四溢；還有小橋流水、假山怪石、亭台樓閣等庭園設施。

## 地理
位於氹仔埃武拉街和奧林匹克大馬路之間，總面積約5,806平方米。

## 建築特色

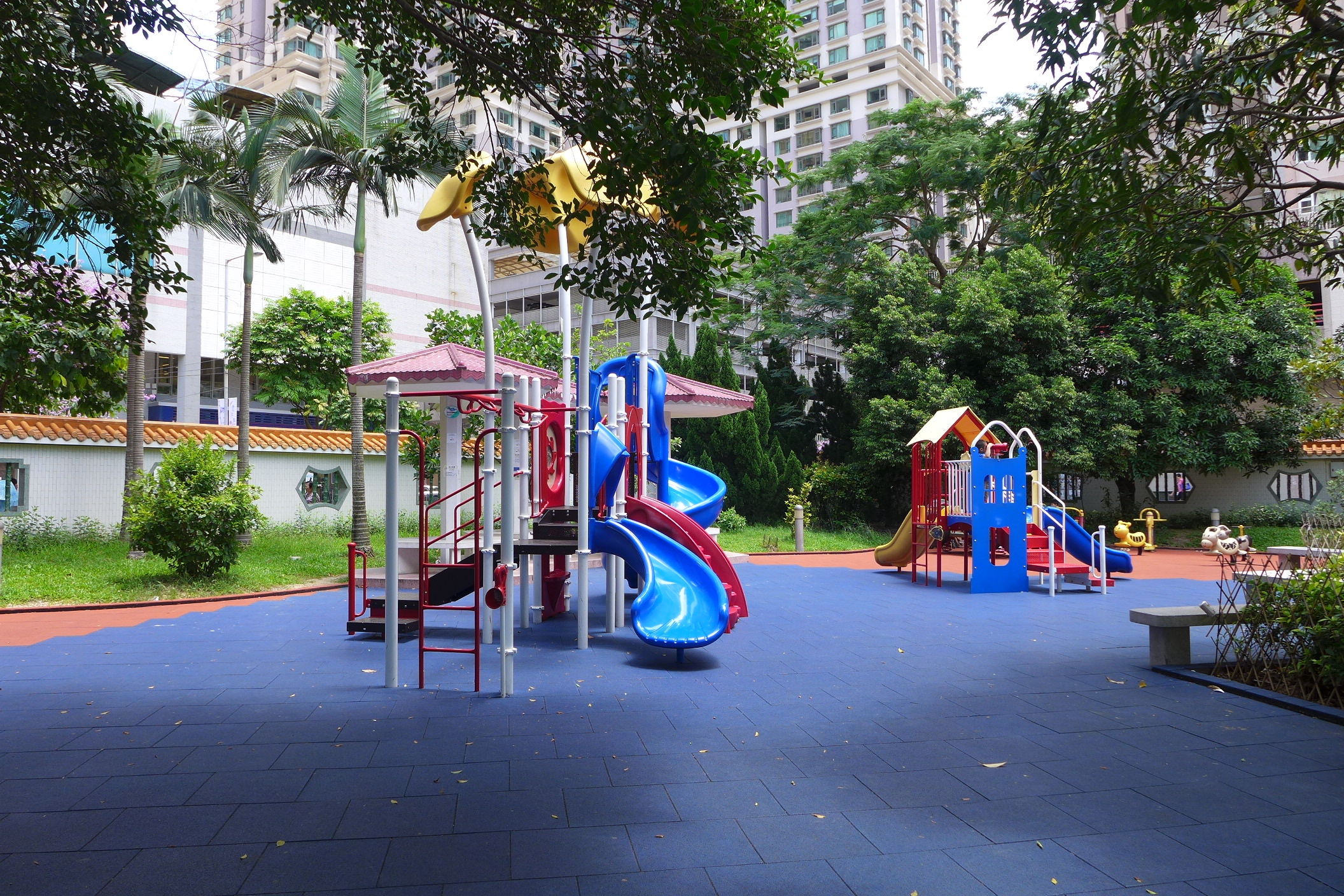
公園內的兒童遊戲區

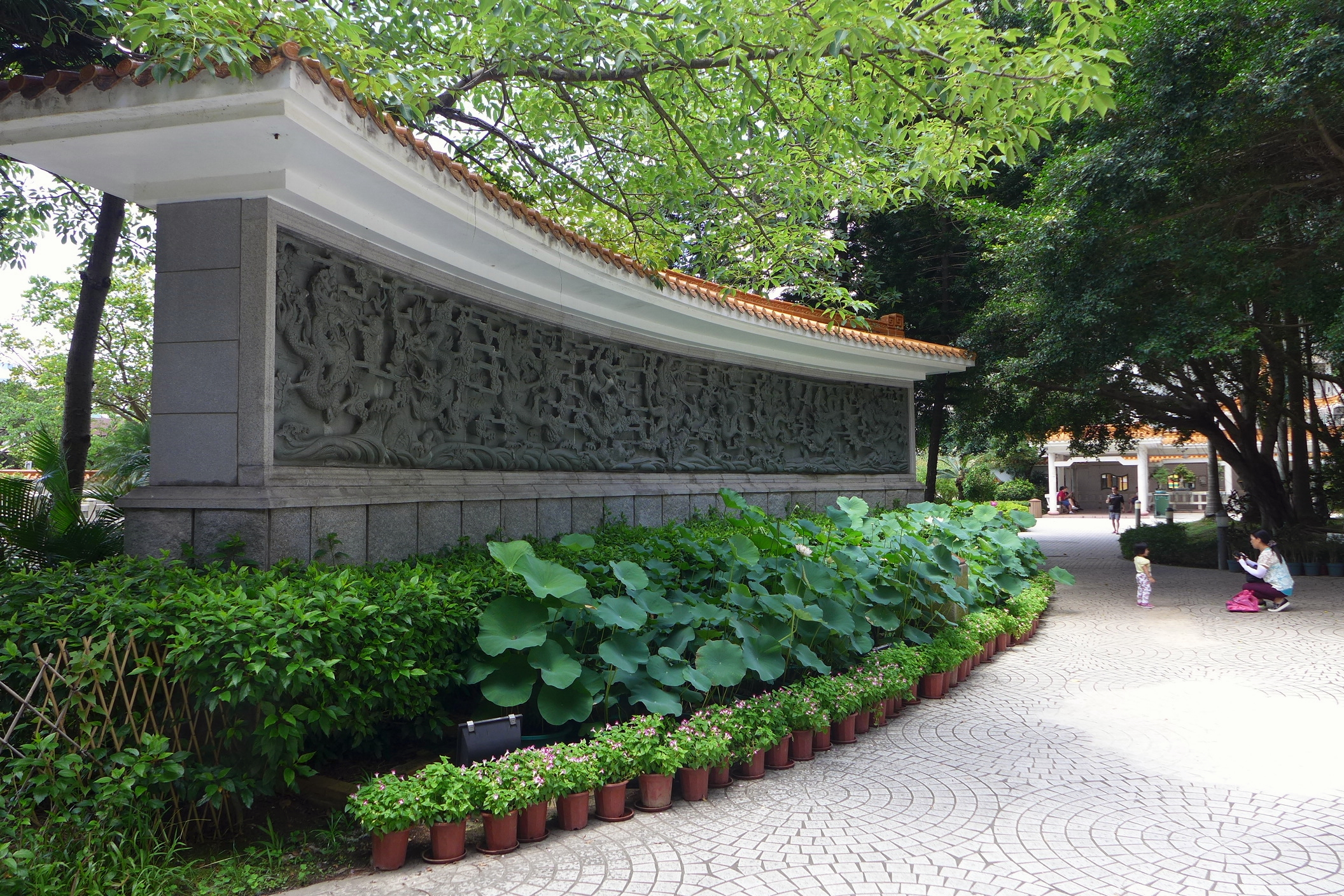
公園正門有一大型九龍石壁

正所謂「麻雀雖小，五臟俱全」，花城公園是一個近年新建的中式庭園，是澳門離島中式庭園公園的代表。澳門半島則以盧廉若公園為代表的。公園正門有一大型九龍石壁，長約12米，寬1.6米，採用福建青石雕刻，宛如一幅大屏風立於公園門後，九條龍各具形態，做工精細。園內有一個小池塘，周圍建有小橋、假山石景、百花亭和長廊。每年4月到9月，可在池塘中觀賞荷花。四周設置黃色琉璃瓦圍牆，圍牆上的翠竹窗枝與園內的景色融為一體。整個公園呈長方形，各方都有一出入口（即有四個），其中一座大門為琉璃瓦牌坊建築。

## 設施
- 兒童遊戲區
- 滾軸溜冰場
- 鵝卵石腳底按摩徑
- 綜合活動室
- 綜合活動場
- 健身設施
- 公廁[1]

## 社區功能
公園西南側的一片空地，常為政府及社團在氹仔舉辦活動的場地。

## 交通
T339 花城公園（Jardim Cidade das Flores）
路線：11、15、22、25B、26、26A、28A、30、30X、33、34、37、72、102X、MT1、MT3、N2

## 外部連結
- 花城公園 （页面存档备份，存于）